# Ahankar
Ahankar è la parola Gurmukhi che significa ego o orgoglio eccessivo sui propri beni, bellezza, talenti, ricchezza materiale, intelligenza, spiritualità, poteri autorevoli, lavoro di carità, ecc. Un individuo può arrivare a sentire che questi "doni di Dio" lo rendono superiore agli altri, che sono quindi a un livello inferiore rispetto a lui. Porta alla gelosia, sentimenti di ostilità e irrequietezza tra le persone. Il sikhismo richiede che una persona serva la società e la comunità con Nimrata o umiltà. E questo è ottenuto da Sewa e quindi, si vede la pratica dei devoti che puliscono le calzature dei visitatori di un Gurdwara in modo che la mente del devoto Sikh sia resa più umile.
Questo Cardinale Evil è spesso considerato dai Sikh il peggiore dei cinque mali. L'orgoglio fa credere agli esseri umani che sono più importanti di altri. Li fa trattare gli altri in modo grave e iniquo, portando all'ingiustizia. L'orgoglio rende gli esseri umani un merito personale per i successi, le buone qualità, la ricchezza e i talenti che hanno. Fa dimenticare loro che Dio è responsabile di queste cose e le conduce lontano dalla riunione. L'orgoglio porta ad Haumai perché fa credere alla gente che è la cosa più importante nella vita e conduce all'egocentrismo.

## I cinque mali
I cinque mali o cinque ladri o panch doot (cinque demoni) o panj vikar (cinque peccati) come sono indicati nella Scrittura sikh, Guru Granth Sahib, sono secondo Sikhi, le cinque principali debolezze della personalità umana in contrasto con la sua essenza spirituale. Questi sono i cinque tratti che portano miseria e dolore alle nostre vite; il Guru Granth Sahib ci chiede di superare questi demoni interiori e stringere le virtù della "Super anima".
I mali comuni trovati nell'umanità superano di gran lunga questo numero, ma un gruppo di cinque di loro è stato identificato a causa del principale ostacolo che si ritiene causi alla ricerca del percorso morale e spirituale da parte dell'uomo. Gli altri quattro mali nel gruppo di cinque sono:
- Lobh (Avidità)
- krodh (Rabbia o rabbia incontrollata)
- moh (attaccamento o attaccamento emotivo)
- Kam (Lussuria, desiderio eccessivo)

Insieme, questi cinque sono quelli che devono essere sradicati dalla nostra persona in modo che possiamo vivere una vita senza il dolore e la miseria che derivano dalla compagnia di questi cinque vizi.

## Cosa dice Gurbani
I seguenti Shabad di Gurbani chiariscono questo vizio cardinale:
- SGGS Page 51 Full Shabad

Il mondo è ubriaco, immerso nel desiderio sessuale, nella rabbia e nell'egotismo.
- SGGS Page 141 Full Shabad

Rinuncia al desiderio sessuale, alla rabbia, alla menzogna e alla calunnia;
abbandonare Maya ed eliminare l'orgoglio egoistico.
- SGGS Page 223 Shabad completo

La dualità di Maya dimora nella coscienza delle persone del mondo. Sono distrutti dal desiderio sessuale, dalla rabbia e dall'egotismo. ((1))
- SGGS Pagina 366 Shabad completo

Si lamentano dei difetti delle altre persone, mentre la loro autocoscienza aumenta solo.
- SGGS Pagina 501 Full Shabad

Nel Saadh Sangat, la Compagnia del Santo, riscatta la tua mente e adora il Signore, ventiquattro ore al giorno. Il desiderio sessuale, la rabbia e l'egoismo saranno dissipati e tutti i problemi finiranno. ((2))